# 川のぬし釣り5 〜不思議の森から〜
『川のぬし釣り5 〜不思議の森から〜』（かわのぬしつりファイブ ふしぎのもりから）は、2002年3月15日にビクターインタラクティブソフトウェアから発売されたゲームボーイアドバンスソフト。ぬし釣りシリーズのひとつ。2016年7月6日より、Wii Uのバーチャルコンソールにて配信開始。

## ストーリー
- 夏休みを利用して祖父の家へと訪れた渓太。そこで、釣りをしに沼へと向かう。しかし、そこで人間が呪いで魚にされてしまったと聞く。その人たちを救えるのは渓太だけだと言われ、釣りを始める・・・。

## キャラクター
- 渓太 - このゲームの主人公。呪いをかけられた人たちを救うべく、釣りを行う。

## 登場する魚

### ぬしつり村[1]
- ワカサギ
- アマゴ
- ハクレン
- ナマズ
- コイ
- ライギョ
- ヤマメ
- サクラマス
- イワナ
- イトウ

### オーブン王国
- ピラニア
- ティラピア
- シルバーアロワナ
- ピラルクー
- 淡水エイ
- ペーシュ・カショーロ
- トゥクナレ
- タライロン
- ナイルパーチ
- ドラド
- 王様ピラルクー

### コールドパーク
- オショロコマ
- レッドサーモン
- キングサーモン
- レインボートラウト
- ブラウントラウト
- スチールヘッド ※降海型のニジマス
- チョウザメ
- アークティックチャー
- グレイリング

### ココナツ村
- アオウオ
- コクレン
- ソウギョ
- ゴールデンアロワナ
- ナイフフィッシュ
- レッドアロワナ
- キッシンググラミー
- シルバーシャーク
- パンガシウス
- ブルーアロワナ

### フェアリータウン
- ブルーギル
- ブラックバス
- マスキー
- スポテッドガー
- アリゲーターガー
- アミア・カルヴァ
- テキサスシクリッド
- バラマンディ
- ノーザンパイク

### 不思議な森
- ポリプテルス